# Großdeutscher Schachbund
Der Großdeutsche Schachbund (GSB, teilweise auch GDSB) war eine nationalsozialistische Schachorganisation mit Sitz in Berlin. Der Großdeutsche Schachbund war von 1933 bis zum Ende des Zweiten Weltkriegs die Dachorganisation der deutschen Schachspieler.

## Erste Gründung
Anfang der 1930er Jahre gehörte nur etwa jeder vierte organisierte deutsche Schachspieler einem Mitgliedsverein des Deutschen Schachbundes an. Die übrigen waren in den parteipolitisch (SPD, KPD) orientierten Arbeiterschachvereinen, den Schachabteilungen des Deutschnationalen Handlungsgehilfen-Verbandes und in mehreren katholischen Schachorganisationen, darunter der „Schachbund im Katholischen Jungmännerverband“ (mit 1933 rund 4000 Mitgliedern), organisiert. Da Doppelmitgliedschaften möglich waren, kann die Gesamtzahl der am Ende der Weimarer Republik organisierten Spieler nur ungefähr auf 30.000 bis 40.000 Schachspieler geschätzt werden.
In diesem Umfeld gründeten Berliner Schachaktive am 13. Dezember 1931 einen weiteren, nationalsozialistischen Schachverband, der sich als „Großdeutscher Schachbund“ bezeichnete. In der Bezeichnung kam zum Ausdruck, dass sich der Verband ausdrücklich auch an die Schachspieler unter den Auslandsdeutschen richtete. Zum Vorsitzenden wurde Bruno Hartmann bestimmt. Es handelte sich um eine rein politisch motivierte Gründung. Über einen Spielbetrieb oder Vereine, die dem GSB bis 1933 beitraten, ist nichts bekannt.

## Gleichschaltung und Führungsrolle des GSB
Nach der „Machtergreifung“ verfolgte die NSDAP-Führung das Ziel, die bestehende Vielfalt in der Schachorganisation durch eine Einheitsorganisation unter dem Dach des GSB zu ersetzen. Den Arbeiterschachvereinen wurde schon Anfang 1933 die Betätigung verboten; ihre Mitglieder konnten oft in andere Vereine eintreten.
Die Überführung der bestehenden Schachorganisationen in den Großdeutschen Schachbund wurde am 23. April 1933 beschlossen. Dieses Datum galt in den zeitgenössischen Darstellungen als Gründungsdatum des GSB. Bundesleiter wurde Otto Zander, zum Geschäftsführer wurde Ehrhardt Post bestellt. Ende Mai 1933 übernahm Joseph Goebbels den Ehrenvorsitz des GSB.
Zeitweilig widerrief danach der Deutsche Schachbund seine Zustimmung und berief einen nationalsozialistischen Funktionär an seine Spitze. Der Versuch des Deutschen Schachbundes, die Eigenständigkeit auf diesem Weg zu behaupten, schlug fehl und die Ablösung durch den GSB wurde im Juli 1933 bestätigt. Der Großdeutsche Schachbund machte gleichzeitig an seinem ersten Kongress in Bad Pyrmont seinen Führungsanspruch deutlich. Die Landesverbände und Mitgliedsvereine des Deutschen Schachbundes wurden in den GSB aufgenommen. Sie mussten noch im Juli 1933 außerordentliche Mitgliederversammlungen abhalten, auf denen nach Möglichkeit ein Mitglied der NSDAP zum „Vereinsführer“ gewählt werden sollte. Dieser ernannte entsprechend dem Führerprinzip weitere Mitarbeiter, etwa einen „stellvertretenden Führer“, einen Schriftführer oder einen „Mannschaftsführer“. Der Deutsche Schachbund bestand formaljuristisch bis 1934 fort.
Die katholisch gebundenen Schachorganisationen führten infolge des Reichskonkordats, welches das Weiterbestehen der katholischen Organisationen regelte, noch bis 1937/38 eine eingeschränkte Sonderexistenz. Ähnliches galt in diesem Zeitraum (bis zum Novemberpogrom 1938) für die jüdischen Schachorganisationen, die erst infolge der Ausgrenzung der Juden aus dem GSB nach 1933 entstanden waren (siehe unten).
Nach 1935 erwuchs dem GSB als landesweiter Organisation teilweise Konkurrenz durch die Schachgemeinschaft der NS-Freizeitorganisation „Kraft durch Freude“ (KdF). Die KdF-Schachgemeinschaft, die sich ebenfalls um die Ausrichtung von Wettkämpfen und Turnieren bemühte, blieb ab 1938 darauf beschränkt, Aufgaben im Breitenschach zu übernehmen und insbesondere die Betriebsschachgruppen zu organisieren.
Publizistisches Organ des GSB waren die Deutschen Schachblätter beziehungsweise 1943/44 als einzige verbliebene deutsche Schachzeitschrift die Deutsche Schachzeitung.

## Organisierte Schachförderung
Der Großdeutsche Schachbund wurde nicht Teil der NSDAP oder einer der ihr angehörenden Unterorganisationen. Er musste deshalb Ende 1933 das Hakenkreuz aus seinem Emblem entfernen und konnte somit auch keine institutionelle Finanzierung beanspruchen.
Trotzdem betrieb der Großdeutsche Schachbund eine intensive, politisch gewollte Aufwertung des deutschen Schachs, die möglicherweise vom Vorbild der Schachförderung in der Sowjetunion beeinflusst war. Größere Veranstaltungen und „Werbewochen“ sollten das Interesse am Spiel erhöhen. Im Oktober 1934 berichtete Otto Zander, gegenüber den rund 10.000 Mitgliedern des Deutschen Schachbundes im Jahr 1933 gehörten inzwischen 45.000 bis 50.000 Spieler dem neuen Gesamtverband an.
Neben dem ideologisch motivierten Ausschluss der Juden verfolgte der GSB mehrere Stoßrichtungen. Der Wettkampfcharakter des Schachs wurde hervorgehoben. So wurden die Bedingungen für die Vergabe der Meistertitel, die nur noch begrenzt für ein Jahr verliehen werden sollten, erheblich verschärft. Die Zahl der Ausscheidungsturniere für die „Meisterschaft von Deutschland“ erhöhte sich, und für die Turniere oberhalb der Landesebene wurden überregionale Zonen eingerichtet.
Auf der einen Seite stand eine materielle Förderung des Schachs durch den Staat, während gleichzeitig der Amateurcharakter des Spiels betont wurde. Bei Turnieren wurden folglich grundsätzlich keine Geldpreise mehr ausgesetzt, die Spieler erhielten dafür alle anfallenden Kosten der Teilnahme erstattet. Schließlich erlebte das Mannschaftsschach einen Aufschwung, wozu die Ausrichtung der ersten deutschen Mannschaftsmeisterschaft zählte.
Hinzu kam die Bemühung der Funktionäre und einer Reihe von nationalsozialistischen Schach-Publizisten, das Schach terminologisch zu militarisieren („Kampfschach“) und nach Kriegsbeginn die psychologische Bedeutung des „geistigen Wehrspiels“ für die Kriegsanstrengungen herauszustreichen.

## Ausgrenzung und Diffamierung von Juden
Der GSB hatte in seiner Satzung festgelegt, als Mitglieder „nur Deutsche arischer Abstammung“ aufzunehmen (Arierparagraph). Bereits im Frühjahr 1933 mussten alle jüdischen Schachfunktionäre von ihren Ämtern zurücktreten, allen voran der Präsident des Deutschen Schachbundes, Walter Robinow. Noch im Mai 1933 schrieb Heinrich Ranneforth in der Deutschen Schachzeitung: „Wer deutsch fühlt und handelt und sich dadurch dem deutschen Volk innerlich verbunden fühlt, warum soll man den nicht als Volksgenossen gelten lassen?“ Aber bereits ab Juli 1933 durften Juden nicht mehr Mitglieder von Schachvereinen innerhalb des GSB sein. Beispielsweise musste der frühere Schachweltmeister Emanuel Lasker aus der Berliner Schachgesellschaft, deren Ehrenmitglied er war, ausgeschlossen werden. In dieser Zeit wurden einige rein jüdische Schachvereine gegründet, die teilweise bis 1938 Bestand hatten. 1935 und 1937 fanden sogar „Jüdische Meisterschaften“ statt, die von Sammi Fajarowicz gewonnen wurden.
Ab 1936 gab der GSB unter dem Titel „Bücherei des Großdeutschen Schachbundes“ eine Schriftenreihe heraus. In deren Publikationen wurden einige nach jüdischen Schachspielern benannte Eröffnungsvarianten umbenannt und alle darin abgedruckten Partien mit jüdischer Beteiligung von „arischen“ Meistern gewonnen. Damit wurden den Lesern viele der besten Schachpartien vorenthalten, waren doch die führenden Schachspieler im Zeitraum zwischen 1880 und 1930 größtenteils Juden gewesen.
Im Frühjahr 1941, als der deutsch-sowjetische Nichtangriffspakt noch Bestand hatte, erschien vom damaligen Weltmeister Alexander Aljechin in zwei Zeitschriften eine Artikelserie mit der Überschrift „Jüdisches und arisches Schach, eine psychologische Studie, die – gegründet auf die Erfahrungen am schwarz-weißen Brett – den jüdischen Mangel an Mut und Gestaltungskraft nachweist“, die nachweisen sollte, dass „Arier“ aufgrund ihrer Anlagen – insbesondere aufgrund ihres „Kampfgeistes“ – die besseren Schachspieler wären. Aljechin, der nach 1941 auch finanzielle Unterstützung von deutscher Seite erhalten hatte, verließ dann auf Grund der Kriegsentwicklung 1943 das Deutsche Reich und siedelte sich im neutralen Spanien an.
Begleitet wurden solche theoretischen Versuche durch die zeittypische martialisch-rassistische Rhetorik in offiziellen Papieren. So erfolgte die Einladung zum 23. Schwäbischen Schachkongress im Juni 1941 mit den Worten: „Zum zweiten Male in diesem großen Kampf des nationalsozialistischen Deutschlands gegen seine plutokratisch-jüdischen Feinde ruft der Schachverband Württemberg-Hohenzollern seine Mitglieder zu einem Kriegs-Schachkongreß auf.“
In seinem 1943 in der Deutschen Schachzeitung erschienenen Aufsatz „Schach – Kampf und Kunst“ schrieb Emil Joseph Diemer: „Ich sehe in dieser Angst vor der Verantwortung, vor dem Risiko, vor der großen Tat, vor dem Gefährlich-Leben den letzten Ausdruck jüdischen Einflusses auf unsere Schachjugend. Warum sollte es auch im Schach anders sein, diesem Symbol des menschlichen Lebens, dieser Parallelerscheinung zu allen menschlichen Auseinandersetzungen auf kulturellem und politischem Gebiete, als auf allen anderen Gebieten des heutigen menschlichen Daseins? Hie Kampf, hie Maginotgeist!“

## Beziehungen zur FIDE
Der Großdeutsche Schachbund erklärte 1933 den Austritt aus der FIDE, wodurch der deutsche Schachsport international in die Isolation geriet. Die Gründe blieben ausländischen Beobachtern verschlossen. Noch im November 1936 rätselte das British Chess Magazine darüber, warum Deutschland sich eigentlich zurückgezogen habe.
Im Jahr 1935 trat der GSB mit dem Anliegen an die FIDE heran, anlässlich der Olympischen Sommerspiele 1936 die Ausrichtung eines internationalen Mannschaftsturniers in München zu unterstützen. Der Weltschachbund stellte hierzu auf seinem Kongress in Warschau fest, die Satzung des GSB enthalte Regelungen, die „keinen Bezug zum Schachspiel“ aufwiesen und mit dem Wesen und den Statuten der FIDE unvereinbar seien – damit wurden die antisemitischen Bestimmungen, speziell der Ausschluss jüdischer Spieler von den Wettbewerben, verurteilt. Da der GSB aber zugesagt habe, diese Regelung für die Dauer des Turniers auszusetzen, stellte die FIDE ihren Mitgliedsverbänden frei, an dem als „Schach-Olympia 1936“ bezeichneten Turnier in München teilzunehmen.
Zur Schacholympiade 1939 trat Deutschland wieder an, nachdem der Weltschachbund den GSB als Mitgliedsverband aufgenommen hatte. Die von „Reichstrainer“ (seit 1937) Efim Bogoljubow vorbereitete deutsche Mannschaft lag in Führung, als der Zweite Weltkrieg begann. Deutschland wurde schließlich zum Sieger erklärt, der größte Teil der Spieler, unter ihnen Erich Eliskases, kehrte jedoch nicht nach Deutschland zurück.

## Territoriale Expansion und Tätigkeit während des Zweiten Weltkrieges
Der sogenannte Anschluss im März 1938 wurde von führenden Schachfunktionären und Schachspielern Österreichs begrüßt, wie aus einem Brief hervorgeht, den Hans Geiger und Albert Becker nur sechs Tage nach dem deutschen Einmarsch an den GSB schrieben. Der Österreichische Schachverband und danach der Deutsche Schachverband der ebenfalls 1938 annektierten Sudetengebiete traten dem Schachbund als neue Landesverbände bei. Schließlich entstand im besetzten Polen eine Schachorganisation, die ausschließlich deutschen Schachspielern zugänglich war. Im November 1940 fand das „1. Meisterschaftsturnier des GSB im Generalgouvernement“ statt, das erste von mehreren Turnieren, für die sich (der im Jahr 1946 als Kriegsverbrecher hingerichtete) Generalgouverneur Hans Frank einsetzte.
Im Jahre 1938 übernahm Franz Moraller das Amt des Bundesleiters, nachdem Zander bei einem Unfall tödlich verunglückt war. Dies führte dazu, dass der Geschäftsführer Ehrhardt Post mehr Handlungsspielraum erhielt. Unter seiner Führung organisierte der GSB das „Europa-Schachturnier“ München 1941 sowie zwei gut besetzte Turniere in Salzburg 1942 und 1943. Sportpolitischer Höhepunkt der vom GSB ausgehenden Aktivitäten war die Gründung des Europa-Schachbundes, der in München 1942 eine Schach-„Europameisterschaft“ ausrichtete. Am Europa-Schachbund waren Vertreter der vom Deutschen Reich zu diesem Zeitpunkt beherrschten europäischen Länder und zweier neutraler Staaten (Schweden und Spanien) beteiligt. Auf Grund der Kriegsentwicklung blieb dies eine einmalige Veranstaltung.
Am 23. November 1943 wurde die Berliner Geschäftsstelle des Großdeutschen Schachbundes bei einem Bombenangriff vollständig zerstört. Das gleiche Schicksal ereilte wenige Monate später auch die nachfolgende Berliner Geschäftsstelle. Sämtliche Akten und Unterlagen des GSB wurden vernichtet.